# Monnina caerulea
Monnina caerulea är en jungfrulinsväxtart som beskrevs av George Don jr. Monnina caerulea ingår i släktet Monnina och familjen jungfrulinsväxter. Inga underarter finns listade i Catalogue of Life.